# Taeromys taerae
Espèce
Statut de conservation UICN

 VU B1ab(i,ii,iii,v) : Vulnérable
Taeromys taerae est une espèce de rongeur de la famille des Muridés, du genre Taeromys, endémique d'Indonésie.

## Taxonomie
L'espèce est décrite pour la première fois par le mammalogiste néerlandais Henri Jacob Victor Sody en 1932.

## Répartition et habitat

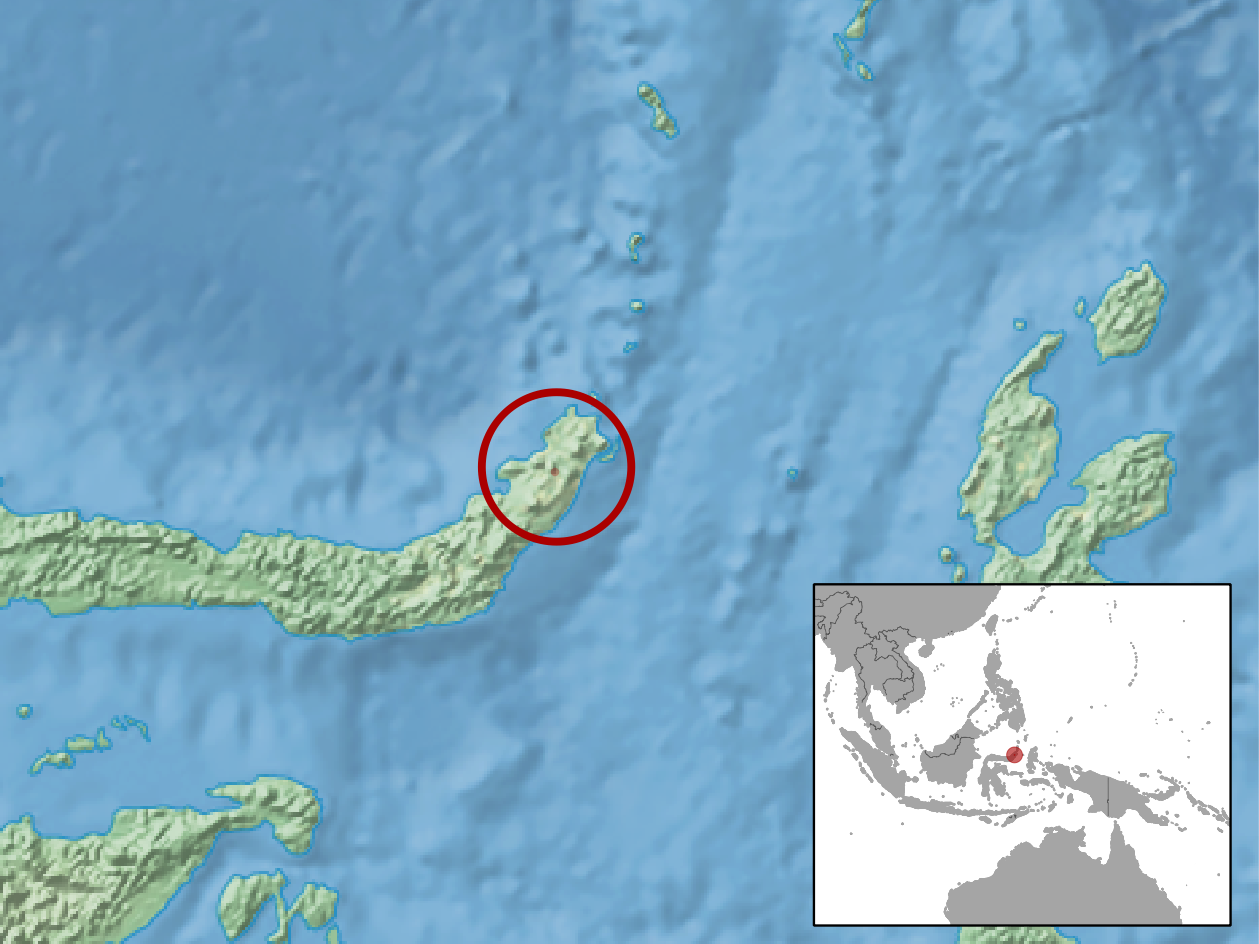
Répartition de l'espèce.

L'espèce est présente en altitude dans le nord-est de l'île de Sulawesi en Indonésie.

## Menaces
L'Union internationale pour la conservation de la nature la place dans la catégorie « Données insuffisantes » par manque de données relatives au risque d'extinction en 2008.